# Bataille de Budalin
Guerre civile de 2021-2023 en Birmanie
Batailles
- Conflit armé birman
- Coup d'État de 2021 en Birmanie
- Manifestations de 2021-2022 en Birmanie
  - Mort de Mya Thwe Thwe Khine (en)
  - Mort de Kyal Sin (en)

Théâtres :
- Chin (en)
- Zone sèche (en)
- État de Rakhine (en)

Violences et affrontements précoces :
- Tentative d'assassinat de Bai Yingneng (en)
- Hlaingthaya
- Alaw Bum
- Kalay
- Thapyayaye
- Taze (en)
- Pégou
- Naungmon (en)
- Thaw Le Hta
- Mindat (en)
- Muse (en)
- Mandalay (en)
- Myin Thar (en)
- Myawaddy (en)
- Tabayin (en)
- 1re Demoso
- 1re Loikaw (en)

Campagne de 2021-2022 :
- Kachinthay (en)
- Lay Kay Kaw (en)
- Hnan Khar (en)
- Mo So
- Chindwin (en)
- 2e Demoso (en)
- 2e Loikaw (en)
- Thantlang
- Mon Taing Pin (en)
- Pekon (en)
- Let Yet Kone
- Khin-U (en)
- Assassinat de Ohn Thwin
- Kawkareik
- Meurtre de Saw Tun Moe (en)
- Hpakant
- Ti Bwar

Campagne de 2023-2024 :
- Tar Taing
- Pazigyi
- Pinlaung (en)
- Mese (en)
- Shwe Kokko
- Kanaung
- Laiza
- Taungthaman (en)
- 1027
  - Chinshwehaw (en)
  - Namhsan (en)
  - Laukkai
  - Kaladan
  - Lashio
- 3e Loikaw (en)
  - 1107
- Kyindwe (en)
- Kachin (en)
  - Bhamo (en)
- Myawaddy
- Rakhine
  - Buthidaung (en)
  - Byian Phyu
  - Ann
- Confrérie Chin (en)
- Assassinat d'Ashin Munindabhivamsa (en)
- Budalin
- Myingyan (en)
- Bhamo (en)
- Ngape (en)

La bataille de Budalin  est une confrontation entre les troupes de l'armée birmane et les forces de défense du peuple survenue le 30 septembre 2024 dans le canton de Budalin (en), en Birmanie.

## Contexte
Le 20 septembre, les forces de résistance attaquent une base de la junte dans le village de Ku Taw. Une colonne de troupes de l'armée birmane est envoyée par le commandement du Nord-Ouest pour renforcer Ku Taw. En chemin, la colonne attaque plusieurs villages, incendie 19 maisons et tue des civils et des membres des forces de résistance. Parmi les victimes de ces actions figurent un homme âgé du village de Katoe, un civil de Kywe Thay Chaung et deux membres de l'équipe de défense du peuple du village de Yatkyay. Au cours de la bataille du 20 septembre à Ku Taw, deux combattants de la résistance meurent et d'autres sont blessés à cause des frappes aériennes de l'armée de l'air birmane,.

## Bataille
Le lundi 30 septembre, la colonne des troupes de la junte se retire de Ku Taw pour retourner à Budalin. En chemin, la colonne est encerclée et prise en embuscade par les forces de la résistance. Comme les troupes de la junte sont à découvert, contrairement aux combattants de la résistance tirant à couvert, elles sont submergées malgré le soutien aérien et l'artillerie et subissent de nombreuses pertes avant de se rendre. Certains des soldats de la junte sont des personnes récemment recrutées, ce qui contribue à la rapidité avec laquelle la reddition est déclarée. Parmi les soldats capturés se trouvent deux capitaines.

## Conséquences et importance
Un porte-parole des 96 soldats déclare que "c'est la première fois qu'une colonne de la junte est sévèrement battue dans le sud d'Anyar [centre de la Birmanie]".
Le 2 octobre, l'armée de l'air birmane commence à mener des bombardements de représailles dans la ville de Budalin. Deux personnes sont tuées après les bombardements d'une école, d'un édifice religieux bouddhiste et d'une clinique dans le village de Maung Htaung. 10 000 personnes sont déplacées et fuient leurs villages par crainte des frappes aériennes. Beaucoup se réfugient dans les bois ou dans des villes plus grandes.
Les corps des soldats de l'armée birmane tués sont enterrés le 2 octobre.